# Wieland Barthelmess
Wieland Barthelmess (* 5. Oktober 1955 in Schweinfurt) ist ein deutscher Kunsthistoriker, Autor und Galerist.

## Leben
Wieland Barthelmess wuchs in Bad Kissingen auf und besuchte bis 1975 das dortige Gymnasium. Ab 1975 wohnte er in Berlin, er versuchte sich zunächst als Rockmusiker und Liedermacher, so hatte er z. B. von 1977 bis 1979 Auftritte auf dem Nürnberger Bardentreffen, wo er auf dem Liedermacher-Wettbewerb 1977 den ersten Platz belegte. Ab 1981 studierte er an der Freien Universität Berlin die Fächer Anglistik, Publizistik, Theaterwissenschaft und Kunstgeschichte. 1986 wurde er Geschäftsführer einer Berliner Galerie, 1987 folgte die Promotion an der FU im Fach Kunstgeschichte.
Seit 1990 ist Barthelmess selbständig im Kunsthandel aktiv. Im November 1990 eröffnete er eine Galerie im Osten Berlins, die „Galerie am Gendarmenmarkt“ in der historischen Mitte von Berlin. Seit 2003 firmiert diese unter „Galerie Barthelmess & Wischnewski“ und ist heute in der Sesenheimer Straße in der Nähe der Deutschen Oper in Berlin-Charlottenburg beheimatet.
Wieland Barthelmess ist der Autor mehrerer Bücher zur bildenden Kunst, so veröffentlichte er etwa Künstlerbiographien zu Elisabeth Büchsel, Hans Hartig und Erich Kliefert oder zu den (unbekannten) Malern des Berliner Impressionismus um 1900. In den letzten Jahren befasste er sich zudem mit dem Schreiben historischer Romane.

## Werke (Auswahl)
- Das Café-Concert als Thema der französischen Malerei und Graphik des ausgehenden 19. Jahrhunderts. Dissertation, Freie Universität, Berlin 1987.
- Elisabeth Büchsel: 1867–1957; ein Leben zwischen Paris und Hiddensee. Verlag Atelier im Bauernhaus, Fischerhude 1996, ISBN 978-3-88132-086-3.
- Hans Hartig: 1873–1936; ein Malerleben im Deutschland der Jahrhundertwende. Verlag Atelier im Bauernhaus, Fischerhude 1998, ISBN 978-3-88132-087-0.
- Erich Kliefert: 1893–1994; Stralsund, Hiddensee, Rügen. Verlag Atelier im Bauernhaus, Fischerhude 1999, ISBN 978-3-88132-088-7.
- An Havel & Spree: die unbekannten Berliner Impressionisten von 1880 bis 1930. Verlag Atelier im Bauernhaus, Fischerhude 2015, ISBN 978-3-88132-994-1.
- Khor – Ein historischer Roman aus der Bronzezeit. Neobooks, München 2015, ISBN 978-3-7380-3301-4.
- Echnaton – oder: Die Abschaffung des Bösen. Neobooks, München 2016, ISBN 978-3-7380-5377-7.
- Khors Fahrten – Eine Reise durch die Welt der Bronzezeit. Neobooks, München 2017, ISBN 978-3-7427-7754-6.
- Ah-Hotep – oder: Die Befreiung Ägyptens. Neobooks, München 2018, ISBN 978-3-7427-4568-2.
- HAT-SCHEPSUT: Das Geheimnis der Frau auf Ägyptens Thron. Neobooks, München 2019, ISBN 978-3-7427-0496-2.